# Escritores bajo el nazismo
Ante el auge del nazismo, los escritores alemanes (y de los países "anexionados" o conquistados por los nazis) -como los intelectuales y los artistas- asumieron actitudes diferentes: desde el entusiasmo y el apoyo o la pertenencia al partido nazi hasta la oposición, el exilio o el exilio interior. También el régimen nazi actuó de forma muy diferente frente a los escritores: muchos fueron perseguidos, internados en campos de concentración y asesinados; otros, fueron prohibidos, obligados al silencio o al exilio; otros, finalmente, fueron festejados. No sólo escritores alemanes se vieron afectados por la persecución. Cualquier listado simplifica en exceso, categorizando situaciones humanas y artísticas que pueden ser muy complejas. Por eso, conviene remitir a los artículos particulares para comprender los matices de cada situación.

## Escritores víctimas de los nacionalsocialistas
- Tadeusz Boy-Żeleński, († fusilado en Leópolis en 1941)
- Helga Deen, († campo de concentración de Sobibor 1943)
- Felix Fechenbach, († cerca de Warburg, asesinado en 1933)
- Else Feldmann, († campo de concentración de Sobibor 1942)
- Anne Frank, († campo de concentración de Bergen-Belsen 1945)
- Julius Fučík, († ejecutado en 1943 en Berlin-Plötzensee)
- Mordechaj Gebirtig, († en el gueto de Cracovia 1942, asesinado a tiros en la calle)
- Peter Hammerschlag, († en el campo de concentración de Auschwitz en 1942)
- Albrecht Haushofer, encarcelado en Berlín y asesinado en 1945 cerca de la cárcel por miembros de las SS
- Georg Hermann, († en el campo de concentración de Auschwitz en 1943)
- Franz Hessel, († Sanary-sur-Mer en 1941, durante la huida, de agotamiento)
- Rudolf Hilferding
- Etty Hillesum, († en el campo de concentración de Auschwitz en 1943)
- Jakob van Hoddis, († presumiblemente en el campo de concentración de Sobibor en 1942)
- Max Jacob,(† en el campo de concentración de Drancy en 1944)
- Milena Jesenská, († en el campo de concentración de Ravensbrück en 1944)
- Jizchak Katzenelson, († en el campo de concentración de Auschwitz en 1944)
- Marcell Klang, († en el campo de concentración de Mauthausen en 1942)
- Erich Knauf, († ejecutado en la prisión de Brandenburg en 1944)
- Gertrud Kolmar, († en el campo de concentración de Auschwitz en 1943)
- Anton de Kom, († en el campo de concentración de Neuengamme en 1945)
- Alma Maria König, († en el gueto de Minsk, tras ser deportada, en 1942)
- Janusz Korczak, (asesinado en 1942 en Treblinka)
- Paul Kornfeld,
- Adam Kuckhoff, († ejecutado en 1943 en Berlin-Plötzensee)
- Walter Lindenbaum, († en el campo de concentración de Buchenwald en 1945)
- Fritz Löhner-Beda, († en el campo de concentración de Auschwitz en 1942, apaleado)
- Selma Meerbaum-Eisinger, († campo de trabajo Michailovska en 1942)
- Erich Mühsam, († campo de concentración de Oranienburg en 1934)
- Arno Nadel
- Irène Némirovsky, († en el campo de concentración de Auschwitz en 1942)
- Karel Poláček, († en el campo de concentración de Auschwitz en 1944)
- Friedrich Reck-Malleczewen, († en el campo de concentración de Dachau en 1945)
- Ruth Rewald, († en fecha desconocida en Auschwitz, a donde fue deportada en 1942)
- Bruno Schulz, († en Drohobytsch (Ucrania) en 1942; asesinado a tiros en la calle por un miembro de la Gestapo)
- Jura Soyfer, († en el campo de concentración de Buchenwald en 1939)
- Else Ury, († en el campo de concentración de Auschwitz-Birkenau en 1943)
- Vladislav Vančura, († en Prag en 1942, asesinado a tiros)
- David Vogel, († en Auschwitz, presumiblemente en 1944 o 1945)
- Ilse Weber, († en Auschwitz, en 1944)
- Theodor Wolff, († en Berlín en 1943, tras los malos tratos recibidos en la cárcel)

## Escritores perseguidos por los nacionalistas
La lista contiene los nombres de escritores que fueron perseguidos, encarcelados, llevandos a campos de concentración. Algunos de ellos optaron por el exilio. Algunos fueron a la emigración aun sin haber sido directamente perseguidos, por el clima social que se estaba creando, por discriminación de alguien de su familia o por evitar posibles persecuciones:
| - Jean Améry - Stefan Andres - Ernst Angel - Bruno Apitz - Rose Ausländer - Kurt Barthel - Johannes R. Becher - Lilly Becher - Richard Beer-Hofmann - Schalom Ben-Chorin - Bertolt Brecht - Willi Bredel - Hermann Broch - Elias Canetti - Elisabeth Castonier - Eduard Claudius - Louis de Wohl - Inge Deutschkron - Alfred Döblin - Hilde Domin - Albert Drach - Fritz Erpenbeck - Lion Feuchtwanger - Bruno Frank - Leonhard Frank - A. M. Frey - Erich Fried - Salomo Friedlaender - Georges-Arthur Goldschmidt - Oskar Maria Graf - Alfred Grosser - Henriette Hardenberg - Walter Hasenclever - Paul Hatvani - Stephan Hermlin - Max Herrmann-Neisse - Stefan Heym - Edgar Hilsenrath - Ödön von Horváth - Richard Huelsenbeck - Walter Huder - Heinrich Eduard Jacob - Georg Kaiser | - Alfred Kerr - Imre Kertész - Hermann Kesten - Irmgard Keun - Heinar Kipphardt - Egon Erwin Kisch - Ruth Klüger - Annette Kolb - Siegfried Kracauer - Werner Kraft - Lola Landau - Else Lasker-Schüler - Otto Lehmann-Rußbüldt - Alexander Lessin - Rudolf Leonhard - Primo Levi - Jakov Lind - Fritz Löhner-Beda - Emil Ludwig - Jacques Lusseyran - Erika Mann - Heinrich Mann - Klaus Mann - Thomas Mann y su mujer Katharina Mann - Walter Mehring - Konrad Merz - Frederic Morton nacido en 1924 en Viena como Fritz Mandelbaum - Friedrich Muckermann - Robert Musil - Robert Neumann - Ernst Erich Noth - Balder Olden - Rudolf Olden - Leo Perutz - Jan Petersen - Kurt Pinthus - Theodor Plievier - Alfred Polgar - Gustav Regler - Erich Maria Remarque - Ludwig Renn - Alexander Roda Roda - Joseph Roth | - Hilde Rubinstein - Tuvia Rübner - Alice Rühle-Gerstel - Otto Rühle - Nelly Sachs - Albrecht Schaeffer - Hans Sahl - René Schickele - Gershom Scholem - Alice Schwarz-Gardos - Anna Seghers - Oskar Seidlin - Jorge Semprún - Jura Soyfer - Hilde Spiel - Albert Vigoleis Thelen - Ernst Toller - Friedrich Torberg - Kurt Tucholsky - Bodo Uhse - Fritz von Unruh - Herwarth Walden - Ernst Waldinger - Erich Weinert - Franz Carl Weiskopf - Ernst Weiss - Helmut Weiss - Peter Weiss - Franz Werfel - Ernst Wiechert - Elie Wiesel - Christa Winsloe - Friedrich Wolf - Karl Wolfskehl - Paul Zech - Max Zimmering - Hedda Zinner - Arnold Zweig - Stefan Zweig |

## Escritores que emigraron antes de la llegada de los nazis al poder
- Franz Blei
- René Schickele

## Suicidios
Algunos escritores, especialmente los que habían ido al exilio, terminaron suicidándose.
| - Franziska Becker, († Fráncfort del Meno 1942) - Walter Benjamin, († Port-Bou 1940) - Carl Einstein, - Egon Friedell, († Viena 1938) - Ludwig Fulda, († Berlín 1939) - Walter Hasenclever, († campo de concentración de Les Milles) - Jochen Klepper, († Berlín 1942) | - Alice Rühle-Gerstel († México 1943) - Ernst Toller, († Nueva York 1939) - Kurt Tucholsky, († Suecia 1935) - Ernst Weiss, († París 1940) - Alfred Wolfenstein, († París 1945) - Stefan Zweig, († Petropolis en Brasil 1942) |

## Escritores prohibidos
La lista contiene los nombres de escritores cuyos libros fueron prohibidos (muchos eran autores contemporáneos, pero la lista contenían también autores de otras épocas y de otros países) o incluso quemados por los nacionalsocialistas; muchos de ellos fueron también perseguidos, obligados a ir al exilio, asesinados. Sus nombres se encuentran también en la lista correspondiente. Fue el 10 de mayo de 1933 cuando en casi todas las ciudades universitarias alemanas se produjo la quema de libros de autores indeseables desde la perspectiva nacionalsocialista (que son los incluidos en la lista recogida más abajo; entre ellos se encuentran nombres tan conocidos como Sigmund Freud, Erich Kästner, Karl Marx, Heinrich Mann, Carl von Ossietzky, Erich Maria Remarque y Kurt Tucholsky. La acción fue organizada por la Deutsche Studentenschaft, la asociación estudiantil nacionalsocialista.
| - Isaak Bábel, - Henri Barbusse, - Walter Benjamin, - Ilja Ehrenburg - Ernst Bloch, - Bertolt Brecht, - Max Brod, - Otto Dix, - Alfred Döblin, - John Dos Passos - Albert Einstein, - Hanns Heinz Ewers, miembro del partido, pero disidente - Lion Feuchtwanger, - Marieluise Fleißer, - Leonhard Frank, - Sigmund Freud, - André Gide, - Iwan Goll, - Maxim Gorki, - George Grosz, - Jaroslav Hašek, - Heinrich Heine, | - Ernest Hemingway, - Georg Hirschfeld - Ödön von Horvath, - Heinrich Eduard Jacob, - Franz Kafka, - Georg Kaiser, - Erich Kästner, - Alfred Kerr, - Egon Erwin Kisch, - Siegfried Kracauer, - Karl Kraus, - Katherine Kressmann Taylor, - Theodor Lessing, - Alexander Lernet-Holenia, - Karl Liebknecht, - Jack London, - Georg Lukács, - Rosa Luxemburg, - Wladimir Majakowski, - Heinrich Mann, - Klaus Mann, - Ludwig Marcuse, - Robert Musil, | - Carl von Ossietzky, - Erwin Piscator, - Alfred Polgar, - Erich Maria Remarque, - Joachim Ringelnatz, - Romain Rolland, - Joseph Roth, - Nelly Sachs, - Felix Salten, - Anna Seghers, - Arthur Schnitzler, - Upton Sinclair, - Carl Sternheim, - Bertha von Suttner, - Ernst Toller, - Kurt Tucholsky, - Jakob Wassermann, - Franz Werfel, - Grete Weiskopf, - Arnold Zweig, - Stefan Zweig. |

## Escritores muertos en la guerra
Se incluyen todos los escritores muertos durante la II Guerra Mundial, en cualquiera de los bandos. Se entiende que la Guerra es consecuencia también del nazismo, por lo que pueden ser englobados en esta página.
- Daniil Charms, falleció por desnutrición en 1942 en Leningrado durante el bloqueo de la ciudad por parte de las tropas alemanas, estando internado en el pabellón psiquiátrico de la cárcel en la que estaba detenido por las fuerzas estalinistas
- Fritz Fink, muerto en 1945 en el frente de Letonia luchando contra el ejército soviético
- Nordahl Grieg, escritor noruego, falleció en 1943 cuando acompañaba como periodista un bombardero de la Royal Air Force que fue derribado cerca de Berlín
- Antoine de Saint-Exupéry
- Jakob Schaffner, escritor suizo, falleció en Estrasburgo en 1944 durante los bombardeos aliados

## Escritores en el exilio interior
| - Gottfried Benn - Werner Bergengruen - Hans Blüher - Otto Dix - Hans Heinrich Ehrler - Werner Finck - Gertrud Fussenegger | - Ricarda Huch - Ernst Jünger - Erich Kästner - Volker Lachmann - Oskar Loerke - Erika Mitterer | - Walter von Molo - Friedrich Reck-Malleczewen - Richard Riemerschmid - Reinhold Schneider - Frank Thiess - Ernst Wiechert |

## Escritores miembros del Partido nazi o de lasSS
Para la evolución de cada uno de ellos tras la guerra, evolución que tomó rumbos muy diversos, debe consultarse en cada caso la biografía.
| - Heinrich Anacker - Josefa Berens-Totenohl - Walter Best - Werner Beumelburg - Walter Julius Bloem - Herbert Böhme - Hermann Burte - Artur Dinter, con conflictos con el partido - Kurt Eggers - Richard Euringer - Dietrich Eckart - Hanns Heinz Ewers, luego disidente y prohibido - Gustav Frenssen | - Hermann Gerstner - Günter Grass - Maria Grengg - Friedrich Griese - Henrik Herse - August Hinrichs - Mirko Jelusich - Hanns Johst - Emil Maier-Dorn - Herybert Menzel - Agnes Miegel - Eberhard Wolfgang Möller - Otto Rahn - Hans Rehberg, expulsado del partido | - Herbert Reinecker - Carl Schmitt - Georg Schmückle - Gerhard Schumann - Karl Schworm - Fritz Spiesser - Emil Strauß - Will Vesper - Karl Heinrich Waggerl - Josef Magnus Wehner - Alfred Weidenmann - Josef Weinheber, se suicidó - Kurt Ziesel - Hans Zöberlein |

## Escritores próximos al nazismo (sin haber sido miembros del Partido)
Esta categoría engloba a escritores con actitudes diferentes frente al nazismo. Algunos mostraron amplias simpatías y ocuparon cargos en el entramado de poder, aunque no se adhirieran al partido; otros muestran algunos puntos de contacto con la idealogía nazi, aunque en algunos casos también se engloban escritores cercanos al nazismo en algunos aspectos, pero críticos con el partido en otros. Por eso, para formarse un juicio adecuado se hace necesario consultar la biografía de cada uno de ellos.
| - Adolf Bartels - Ludwig Friedrich Barthel - Max Barthel - Elvira Bauer - Hans Baumann - Rudolf G. Binding - Walter Bloem - Hans Friedrich Blunck - Bruno Brehm | - Börries Freiherr von Münchhausen - Gustav Frenssen - Waldemar Glaser - Erwin Guido Kolbenheyer - Isolde Kurz - Josef Friedrich Perkonig - Wilhelm Pleyer - Wilhelm Schäfer - Jakob Schaffner | - Franz Schauwecker - Karl Aloys Schenzinger - Bogislav von Selchow - Heinz Steguweit - Fritz Steuben - Lulu von Strauß und Torney - Peter Supf - Heinrich Zerkaulen |

## Escritores con actitudes ambiguas
Se incluyen también aquellos escritores sobre los que, en la crítica, se encuentran opiniones divergentes.
- Hans Grimm
- Felix Salten
- Franz Schrönghamer-Heimdal